# Porträtt av Antoine-Laurent Lavoisier och hans hustru
Porträtt av Antoine-Laurent Lavoisier och hans hustru (franska: Portrait d'Antoine-Laurent Lavoisier et de sa femme) är en oljemålning av den franske nyklassicistiske konstnären Jacques-Louis David. Den är målad 1788 och ingår sedan 1977 i Metropolitan Museum of Arts samlingar i New York. 
Som titeln anger porträtterar målningen Antoine Lavoisier (1743–1794) och hustrun Marie-Anne Pierrette Lavoisier (1758–1836). Båda var framstående kemister, vilket framgår av de instrument som är uppställda på bordet i målningen. Året efter målningens tillkomst utbröt franska revolutionen. Revolutionen hade Davids stöd, men innebar Antoine-Laurent Lavoisier död under det efterföljande skräckväldet då han giljotinerades.